# تاوتیمانوو
تاوتیمانوو (انگلیسی: Tavtimanovo) یک شهرک در شهرستان ایگلینسکی استان باشقیرستان کشور روسیه است.